# Catoria kalisi
Catoria kalisi là một loài bướm đêm trong họ Geometridae.